# John C. Stennis
John Cornelius Stennis (Condado de Kemper, Misisipi; 3 de agosto de 1901-Jackson, Misisipi; 23 de abril de 1995) fue un político estadounidense que ocupó el cargo de Senador de los Estados Unidos por el estado de Misisipi. Fue un demócrata que sirvió en el Senado durante más de 41 años, llegando a ser su miembro más veterano durante sus últimos ocho años. Se retiró del Senado en 1989 y es, hasta la fecha, el último demócrata que ha sido senador estadounidense por Misisipi. Además, en el momento de su jubilación, Stennis era el último senador de los Estados Unidos que había servido durante la presidencia de Harry Truman.
Mientras estudiaba derecho, Stennis obtuvo un escaño en la Cámara de Representantes de Misisipi, ocupando el cargo de 1928 a 1932. Tras ejercer como fiscal y juez estatal, Stennis ganó una elección especial para cubrir la vacante del Senado de EE. UU. tras la muerte de Theodore G. Bilbo. Ganó la elección para un mandato completo en 1952 y permaneció en el Senado hasta que declinó presentarse a la reelección en 1988. Stennis se convirtió en el primer Presidente del Comité de Ética del Senado y también presidió el Comité de Servicios Armados y el Comité de Asignaciones. También fue presidente pro tempore del Senado de 1987 a 1989. En 1973, el presidente Richard Nixon propuso el Compromiso Stennis, por el que se permitiría al famoso Stennis con problemas de audición escuchar, y resumir, las cintas del Watergate, pero esta idea fue rechazada por el Fiscal Especial Archibald Cox.
Stennis era un ferviente partidario de la segregación racial. Junto con James Eastland, apoyó la candidatura Dixiecrat en 1948 encabezada por Strom Thurmond, y firmó el Manifiesto del Sur, que pedía una resistencia masiva a la sentencia del Tribunal Supremo en el caso Brown contra el Consejo de Educación. También votó en contra de la Ley de Derechos Civiles de 1964, la Ley de Derecho al Voto de 1965 y la Ley de Derechos Civiles de 1968. Apoyó la ampliación de la Ley del Derecho al Voto en 1982, pero votó en contra de la instauración del Día de Martin Luther King Jr. como fiesta nacional. También fue el fiscal a nivel de juicio del caso Brown vs. Mississippi (1936). La transcripción del juicio indica que Stennis era plenamente consciente de que la confesión se obtuvo sometiendo a tres acusados negros a brutales latigazos y ahorcamientos por parte de los agentes.

## Primeros años y educación
John Stennis nació en el seno de una familia de clase media en el condado de Kemper, Misisipi, como hijo de Hampton Howell Stennis y Margaret Cornelia Adams. Su bisabuelo, John Stenhouse, emigró de Escocia a Greenville, Carolina del Sur, justo antes de la Revolución Americana.
Se licenció en la Universidad Estatal de Misisipi en Starkville (entonces Mississippi A&M) en 1923. En 1928, Stennis se licenció en Derecho por la Universidad de Virginia en Charlottesville, donde fue miembro de Phi Beta Kappa y de la fraternidad Alpha Chi Rho. Mientras estudiaba derecho, ganó un puesto en la Cámara de Representantes de Misisipi, en representación del condado de Kemper, en el que estuvo hasta 1932. Stennis fue fiscal de 1932 a 1937 y juez de circuito de 1937 a 1947, en ambos casos para el decimosexto distrito judicial de Misisipi. Fue el fiscal en un caso en el que tres afroamericanos habían sido golpeados y torturados para obtener una confesión; en el caso Brown contra Misisipi, el Tribunal Supremo dictaminó que se trataba de un claro engaño al tribunal y al jurado mediante la presentación de un testimonio que se sabía perjuro, y una clara denegación del debido proceso.
Stennis se casó con Coy Hines, y juntos tuvieron dos hijos, John Hampton y Margaret Jane. Su hijo, John Hampton Stennis (1935-2013), abogado en Jackson, Mississippi, se presentó sin éxito en 1978 a la Cámara de Representantes de los Estados Unidos, siendo derrotado por el republicano Jon C. Hinson, entonces ayudante del representante estadounidense Thad Cochran.

## Senado de los Estados Unidos

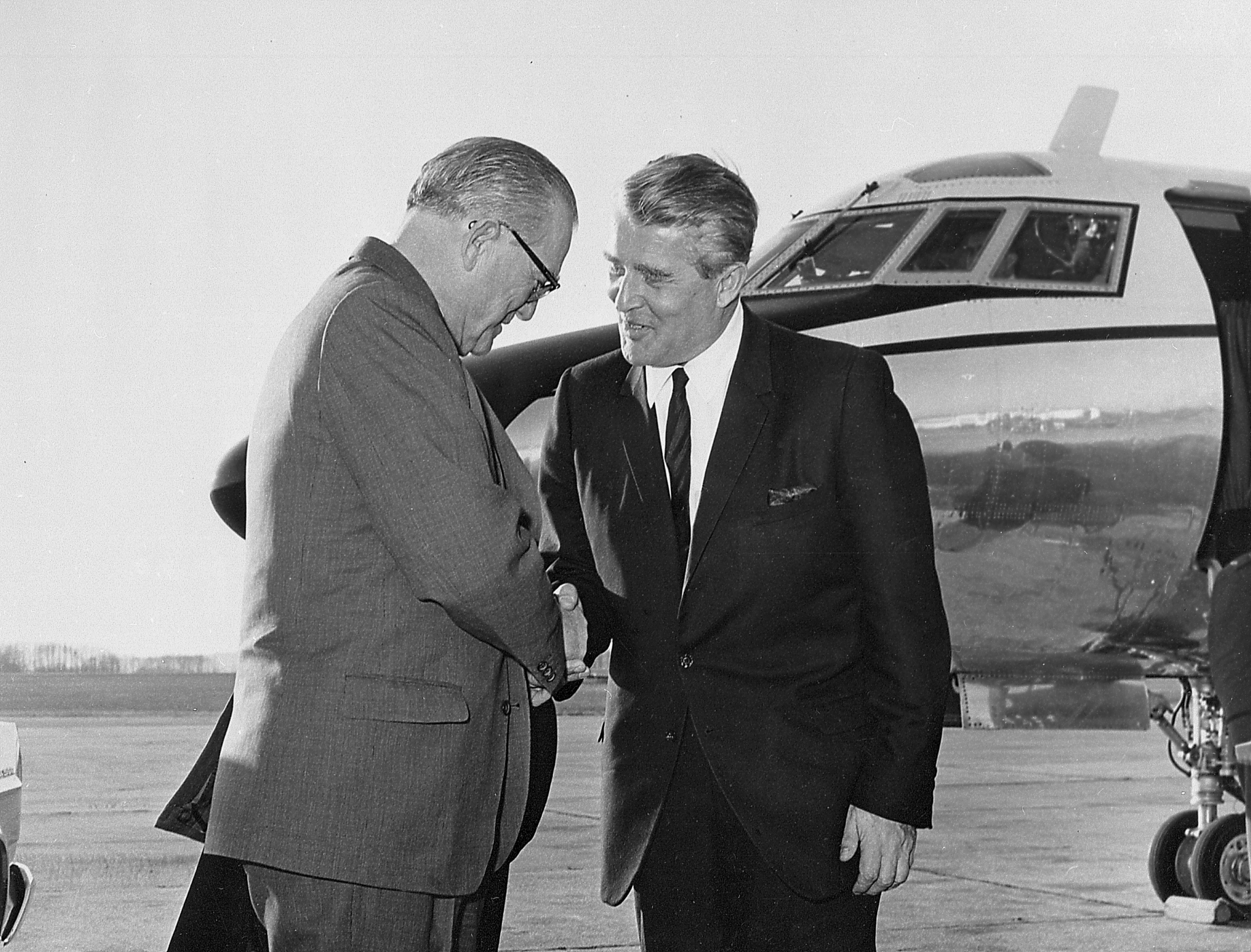
Stennis (izquierda) visitó el Centro de Vuelo Espacial Marshall a mediados de noviembre de 1967, donde fue recibido en el aeródromo de Redstone por el director del Centro, Wernher von Braun

### Inicios
Tras la muerte del senador Theodore Bilbo en 1947, Stennis ganó las elecciones especiales para cubrir la vacante, imponiéndose a cinco candidatos (entre ellos dos congresistas en activo, John E. Rankin y William M. Colmer). Fue elegido para un mandato completo en 1952, y fue reelegido cinco veces más. De 1947 a 1978, sirvió junto a James Eastland; por lo tanto, Stennis pasó 31 años como senador junior de Misisipi, aunque tenía más antigüedad que la mayoría de sus colegas. Él y Eastland fueron en su momento el dúo de senadores más longevo de la historia de Estados Unidos, superado más tarde por el dúo de Carolina del Sur formado por Strom Thurmond y Ernest Hollings. Más tarde desarrolló una buena relación con el sucesor de Eastland, el republicano Thad Cochran.
En vísperas de la Convención Nacional Demócrata de 1948, Stennis apoyó la candidatura del general Dwight D. Eisenhower como candidato demócrata, en medio de una amplia sospecha de que el presidente Truman no podría ganar la reelección, considerando a Eisenhower un candidato aceptable para los sureños. La declaración de apoyo a los derechos civiles en la Convención Nacional Demócrata había provocado que los miembros del Sur no estuvieran satisfechos con la medida y trataran de hacer valer su propia ideología en forma de rebelión, siendo Stennis y Eastland los únicos senadores en activo que respaldaron abiertamente el movimiento. Según su biógrafo, Maarten Zwiers, Stennis era menos atrevido en su racismo que Eastland, y al principio dudó en adoptar una posición abierta contra los derechos civiles, probablemente subestimando el desprecio por el apoyo a los derechos civiles del partido nacional en Misisipi. Adoptó una condena más dura del programa tras recibir críticas.
En julio de 1948, el Senado votó una ley contra los impuestos de peaje. Stennis dijo que el Congreso no tenía autoridad constitucional para promulgar dicha medida, que se había planteado por conveniencia política.
El 2 de diciembre de 1954, el Senado votó para "condenar" al senador de Wisconsin Joseph McCarthy por dos cargos, con una votación de 67 a 22. Dos días más tarde, Stennis abogó por que el Senado adoptara los cambios de reglas propuestos por el Comité Especial de Censura.
En marzo de 1955, Stennis apoyó la legislación que aumentaría la superficie nacional de algodón con una enmienda que preveía aumentos en la plantación de algodón y en la superficie de trigo.
A principios de 1956, junto con Eastland, Allen Ellender y Strom Thurmond, Stennis fue uno de los varios senadores que se reunieron en la oficina del senador de Georgia Richard Russell. Randall Bennett Woods describe al grupo como "con ganas de sangre" y presionado por los extremistas de sus respectivos estados para demostrar que los sureños no se dejarían intimidar por el Norte.
En enero de 1958, los senadores recibieron un informe sobre el desarrollo de misiles intermedios e intercontinentales de Bernard A. Schriever. Durante dos entrevistas posteriores a su publicación, Stennis dijo que debía prestarse atención a la velocidad de producción y que estaba satisfecho con el contenido del informe relativo al desarrollo del PGM-17 Thor.
En mayo de 1958, en respuesta al hecho de que el presidente Eisenhower pusiera a la Guardia Nacional de Arkansas bajo control federal y enviara a la 101.ª División Aerotransportada para escoltar y proteger la entrada de nueve estudiantes negros a la escuela secundaria pública y totalmente blanca Little Rock Central High School, Stennis anunció que había impugnado la legalidad de colocar a los guardias allí. Afirmó que el gobierno de Eisenhower había violado tanto la Constitución de los Estados Unidos como las leyes federales, y también consideró que el presidente Eisenhower no era "imprudente ni malintencionado".
Durante la campaña de las elecciones presidenciales de 1960, Stennis abogó por que los votantes de Misisipi apoyaran al candidato presidencial demócrata John F. Kennedy en lugar de una lista de electores no comprometidos. En las elecciones generales, Misisipi fue ganado por los electores no comprometidos.
En julio de 1961, después de que los republicanos del Senado anunciaran que cooperarían con el proyecto de ley de defensa ampliado de la administración Kennedy, Stennis declaró la posibilidad de que el programa requiriera un aumento de los impuestos, pero que no votaría a favor de un aumento hasta que el Senado hubiera hecho todo lo posible por encontrar otra forma de realizar el pago.
A principios de 1962, mientras el Departamento de Justicia tomaba represalias contra un funcionario de Misisipi acusado de negarse a registrar a los votantes negros, Stennis lideró a los senadores del Sur en su oposición al proyecto de ley de pruebas de alfabetización de la administración Kennedy durante un debate sobre la medida.
En septiembre de 1963, Stennis, Eastland y el senador de Georgia Richard Russell anunciaron conjuntamente su oposición a la ratificación del tratado de prohibición de pruebas nucleares. Stennis anunció su oposición al tratado en el pleno del Senado, argumentando que su promulgación provocaría desventajas militares. Se consideró que la oposición hacía mella en las esperanzas de la administración Kennedy de encontrarse con un desacuerdo mínimo durante la comparecencia del tratado ante el Senado.
En 1966, Stennis fue iniciado como miembro honorario del capítulo Delta Lambda (Estado de Misisipi) de la fraternidad Alpha Kappa Psi.
En junio de 1967, Stennis anunció que el Comité de Ética del Senado daría una "pronta consideración preliminar" a los cargos de mala conducta contra el senador Edward V. Long de Missouri.
Stennis redactó el primer código de ética del Senado y fue el primer presidente del Comité de Ética del Senado. En agosto de 1965, Stennis protestó contra la solicitud de créditos suplementarios de emergencia de la administración Johnson para la guerra de Vietnam. En agosto de 1967, Stennis abogó por una ampliación de los bombardeos sobre Vietnam del Norte para acelerar lo que él creía que sería la conclusión de la guerra, añadiendo que tanto las restricciones como la pausa podrían ser un error. En julio de 1969, Stennis propuso dividir Vietnam del Sur en dos zonas y que una de ellas sirviera para que Estados Unidos intentara poner fin a la guerra. En diciembre, Stennis apoyó la creación de una comisión especial por parte del presidente Richard Nixon con la intención de investigar los supuestos asesinatos de civiles vietnamitas a manos de soldados estadounidenses.
En julio de 1968, Stennis actuó como gestor de un proyecto de ley destinado a descongestionar los aeropuertos estadounidenses en los últimos días mediante la provisión de más equipos y personal, diciendo públicamente que la legislación se había pospuesto durante demasiado tiempo.
En 1969, Stennis presentó la propuesta de la administración Nixon de una lotería de reclutas que sometería a todos los potenciales reclutas a un periodo de un año en el que podrían ser llamados a filas, Stennis dijo que se realizarían estudios para ver la posibilidad de celebrar audiencias sobre el asunto en 1970, antes de que la ley vigente en ese momento expirara en 1971. Un asesor del senador confirmó su apoyo a la política de la administración.

### Años 1970

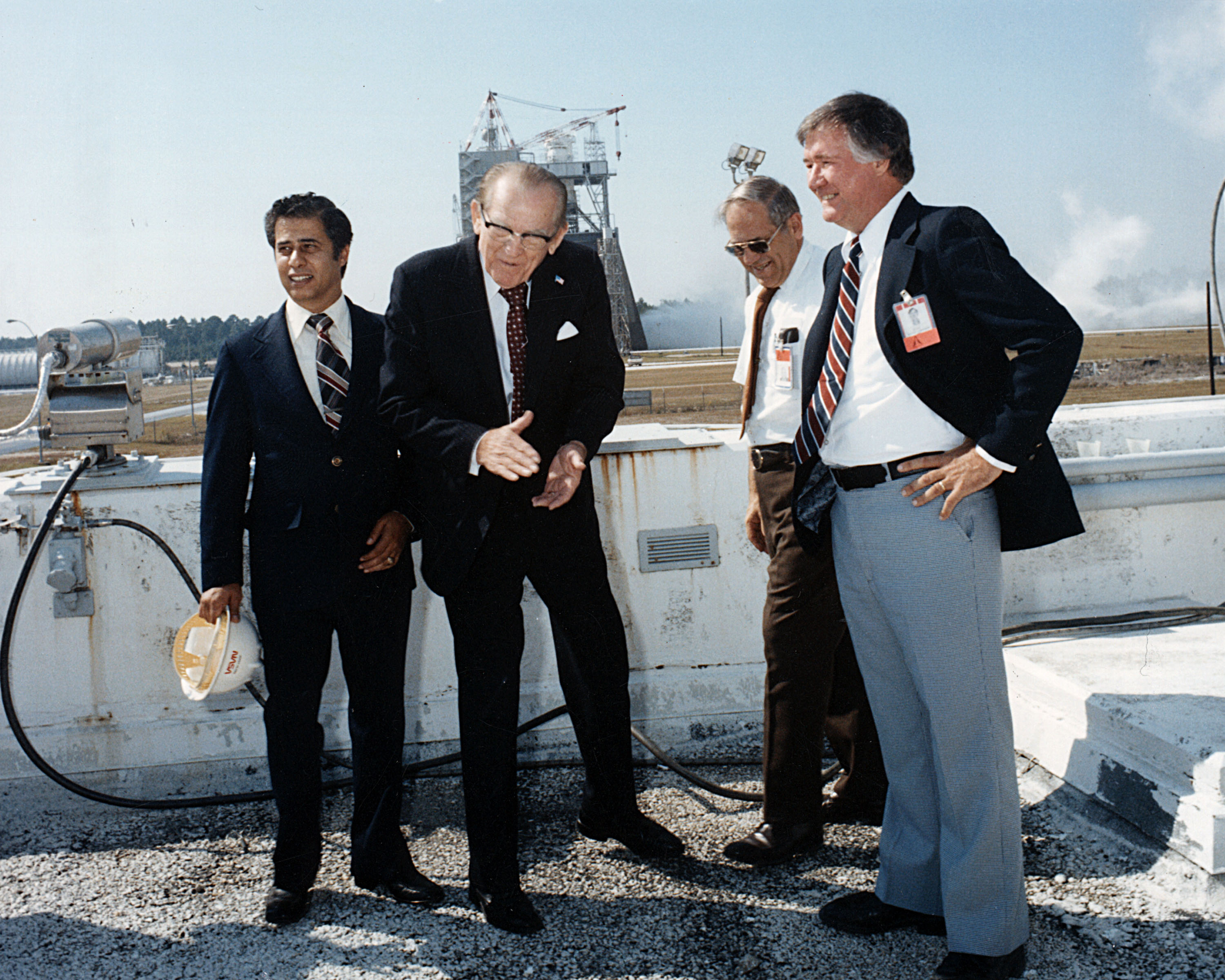
El Senador John C. Stennis baila una giga en la parte superior del Centro de Control de Pruebas en el Centro Espacial Stennis luego de la prueba exitosa de un motor principal del transbordador espacial en 1978

En enero de 1970, Stennis declaró su intención de pedir a los candidatos a la presidencia en las próximas elecciones presidenciales que visitaran estados fuera del Sur y dijeran a los padres: "Haré con vuestras escuelas lo que hemos hecho con las escuelas de Misisipi, Alabama y Luisiana si soy elegido presidente", prediciendo que cualquier candidato que lo hiciera sería derrotado.
En febrero, Stennis fue nombrado como uno de los miembros del Congreso para formar parte de un subcomité creado para estudiar si Estados Unidos necesitaba otro portaaviones de propulsión nuclear cuyo precio era de 640 millones de dólares.
El 12 de febrero, el secretario de prensa de la Casa Blanca, Ronald L. Ziegler, dijo que el presidente Nixon estaba a favor de que el Norte y el Sur recibieran el mismo trato en la cuestión de la segregación, negándose a interpretar sus comentarios como un respaldo a la enmienda de Stennis. Varios días después, el 18 de febrero, el Senado votó 56 a 36 a favor de la enmienda Stennis, y este declaró después que la votación era "un hito... una nueva puerta... un punto de inflexión". Stennis admitió que no esperaba una diferencia en el temperamento del Sur, pero que podría llevar a que el Norte comprendiera la importancia del tema para los sureños al tener que mantener la misma política. Por la misma época, Stennis patrocinó una enmienda que exigía "la igualdad de trato entre las escuelas segregadas por ley (de jure) y las segregadas como resultado de patrones residenciales (de facto)". Fue rechazada por el Senado el 1 de abril. En mayo, Stennis opinó que el Tribunal Supremo había eludido su deber al pronunciarse sobre la cuestión de la legalidad o ilegalidad de las escuelas segregadas fuera del Sur. Stennis dijo que la cuestión "debe y debería decidirse lo antes posible porque se está tomando una decisión política para continuar con los esfuerzos de integración en el Sur, pero dejando las otras zonas del país prácticamente intactas". En junio, cuando el Senado aprobó un proyecto de ley de educación por valor de 4.800 millones de dólares, también rechazó una enmienda de Stennis para suprimir ciertas restricciones en una enmienda del senador Jacob K. Javits para la ayuda a la desegregación de las escuelas.
En 1971, Stennis patrocinó una medida para hacer cumplir las leyes de desegregación escolar en zonas donde la segregación había sido causada por patrones residenciales y en comunidades donde la segregación había sido sancionada por la ley. Stennis dijo que la medida eliminaría lo que él llamaba un doble estándar en el que las escuelas del Sur se veían obligadas a integrar sus comunidades o a enfrentarse a la pérdida de la ayuda federal, mientras que a las escuelas del Norte se les permitía seguir segregadas. La política, destacada por su similitud con la enmienda patrocinada por Stennis el año anterior, fue aprobada en el Senado el 22 de abril en una votación de 44 a 34.
En mayo de 1971, el subsecretario de Defensa, David Packard, envió una carta a Stennis en relación con una enmienda de Harold Hughes al proyecto de ley de prórroga, en la que advertía que el proyecto de ley podría provocar el cierre de bases y graves problemas económicos.
En julio de 1972, Stennis dijo que era esencial que el Congreso destinara 20,5 millones de dólares a la financiación de suministros e investigación militar para satisfacer las necesidades básicas del programa de defensa nacional.
En enero de 1973, Stennis recibió dos disparos en el lado izquierdo del pecho y en el muslo izquierdo fuera de su casa de Washington por parte de dos adolescentes. Al parecer, los sospechosos le robaron la cartera, un reloj y veinticinco céntimos.
El 23 de enero de 1974, algunas fuentes revelaron que Stennis se había reunido con el jefe del Estado Mayor Conjunto, Thomas H. Moorer, para discutir sobre el espionaje militar en las alegaciones de la Casa Blanca; un portavoz de Moorer confirmó la reunión pero le restó importancia como "una llamada de cortesía rutinaria que tradicionalmente se hace en los primeros días de una sesión del Congreso".
El 9 de febrero, Stennis se reunió en privado con Charles Radford, un miembro de la Marina de los Estados Unidos que admitió haber retirado documentos de los archivos de Henry Kissinger, además de entregarlos al Pentágono. Tras la conclusión de la reunión, Stennis dijo que Radford "cooperó plenamente y no tengo ninguna queja sobre él".
En abril, Stennis asistió a la Convención Anual del Consejo Económico de Misisipi en el Coliseo del Estado de Misisipi en Jackson, Misisipi. El presidente Nixon dijo que "ningún Estado de la Unión está representado por hombres en el Congreso de los Estados Unidos que hablen con más vigor en favor de sus Estados y de la Nación que el Estado de Mississippi" y que Stennis estaría entre ellos "cuando escriban perfiles de valor".
En mayo de 1974, en medio de la votación del Senado para aprobar un proyecto de ley que aumentaba el acceso del público a la información y los documentos del Gobierno, Stennis se opuso a una enmienda del senador de Maine, Edmund Muskie, que habría eliminado algunas directrices para los jueces federales relacionadas con la información clasificada, alegando que estaban "coqueteando aquí con cosas que pueden ser mortales y peligrosas para nuestro bienestar nacional". La enmienda fue aprobada por 56 votos a favor y 29 en contra.
En noviembre de 1974, Stennis anunció su intención de abogar por la creación de un comité de investigación del Congreso para investigar la posibilidad de que hubiera una conspiración detrás de las disparidades de precios.
En marzo de 1976, en medio de la votación unánime del Senado para la elección de Henry Bellmon, Stennis fue uno de los nueve demócratas que votaron junto a los republicanos para dejar de lado una moción que declaraba que el Senado no podía determinar un ganador y que el puesto requeriría una elección especial para cubrir la vacante. A finales de ese mes, el senador de Wisconsin William Proxmire pidió a Stennis que retrasara la acción sobre el nombramiento de Albert Hall como subsecretario de las Fuerzas Aéreas. En mayo, Stennis y el tejano John Tower copatrocinaron una medida para eliminar la jurisdicción legislativa del Comité Selecto de Inteligencia sobre las operaciones de inteligencia del Departamento de Defensa, siendo la enmienda derrotada por 63 a 31. En junio de 1976, Stennis se unió a una coalición de demócratas que apoyaban al gobernador de Georgia, Jimmy Carter, para la presidencia. The New York Times consideró que Stennis y Eastland "intentaban conjuntamente sacar a Misisipi para el Sr. Carter" en su primera campaña para un demócrata nacional en décadas.
En febrero de 1977, después de que el presidente Jimmy Carter seleccionara a Paul Warnke como su candidato a director de la Agencia de Control de Armas y Desarme, Stennis anunció que Warnke había aceptado testificar ante el Comité de Servicios Armados. En 16 de abril, el presidente Carter anunció su aprobación de la financiación total o sustancial de la vía navegable Tennessee-Tombigbee. The New York Times escribió que la aprobación de Carter le había evitado "tener que pelearse con" Stennis, Eastland y John Sparkman. En junio, Stennis autorizó una petición del demócrata de Colorado Gary Hart para retrasar las audiencias sobre el ascenso de Donn A. Starry al Mando de Adiestramiento y Doctrina del Ejército de los Estados Unidos; Starry fue confirmado posteriormente en el cargo. En julio, el presidente Carter envió a Stennis una carta en la que afirmaba que su decisión sobre el despliegue llegaría después de recibir los informes sobre la bomba de neutrones del Pentágono y de la Agencia de Control de Armas y Desarme. Tras la muerte en noviembre del senador de Arkansas John L. McClellan, Stennis fue visto como posible presidente del Subcomité de Asignaciones de Defensa en caso de que Warren Magnuson no intentara ocupar él mismo el puesto.
En abril de 1978, después de que el presidente Carter anunciara el cese de la producción de armas de neutrones, se supo que Stennis era uno de los senadores descontentos con la decisión. En julio, Stennis presentó una enmienda a la Ley de Especies en Peligro de Extinción que autorizaría a cualquier jefe de una agencia gubernamental a poder decidir si la agencia del individuo tenía un proyecto que superaba la importancia de preservar una especie. La enmienda fue rechazada por 76 votos a favor y 22 en contra.
En septiembre de 1978, después de que la Cámara de Representantes votara para aprobar un proyecto de ley de gastos de defensa de 37.000 millones de dólares, Stennis hizo gestiones para elaborar un nuevo proyecto de ley que mantuviera atributos similares a la medida aprobada por la Cámara de Representantes, con la excepción del portaaviones. El Secretario de Defensa, Harold Brown, emitió poco después una declaración en la que elogiaba a Stennis y a los representantes Melvin Price y George H. Mahon como "estadounidenses dedicados y patrióticos", retórica que se consideró que coincidía con el tono "evidentemente diseñado para reparar la ruptura que el veto abrió entre la Casa Blanca y los líderes de defensa en el Congreso" utilizado por el presidente Carter en su propia declaración. En octubre, la administración Carter reveló que el presidente Carter había dado marcha atrás en su decisión de no aprobar la construcción del gran portaaviones de propulsión nuclear. Se dijo que Carter había asegurado personalmente a Stennis que no vetaría el portaaviones.
Vietnam

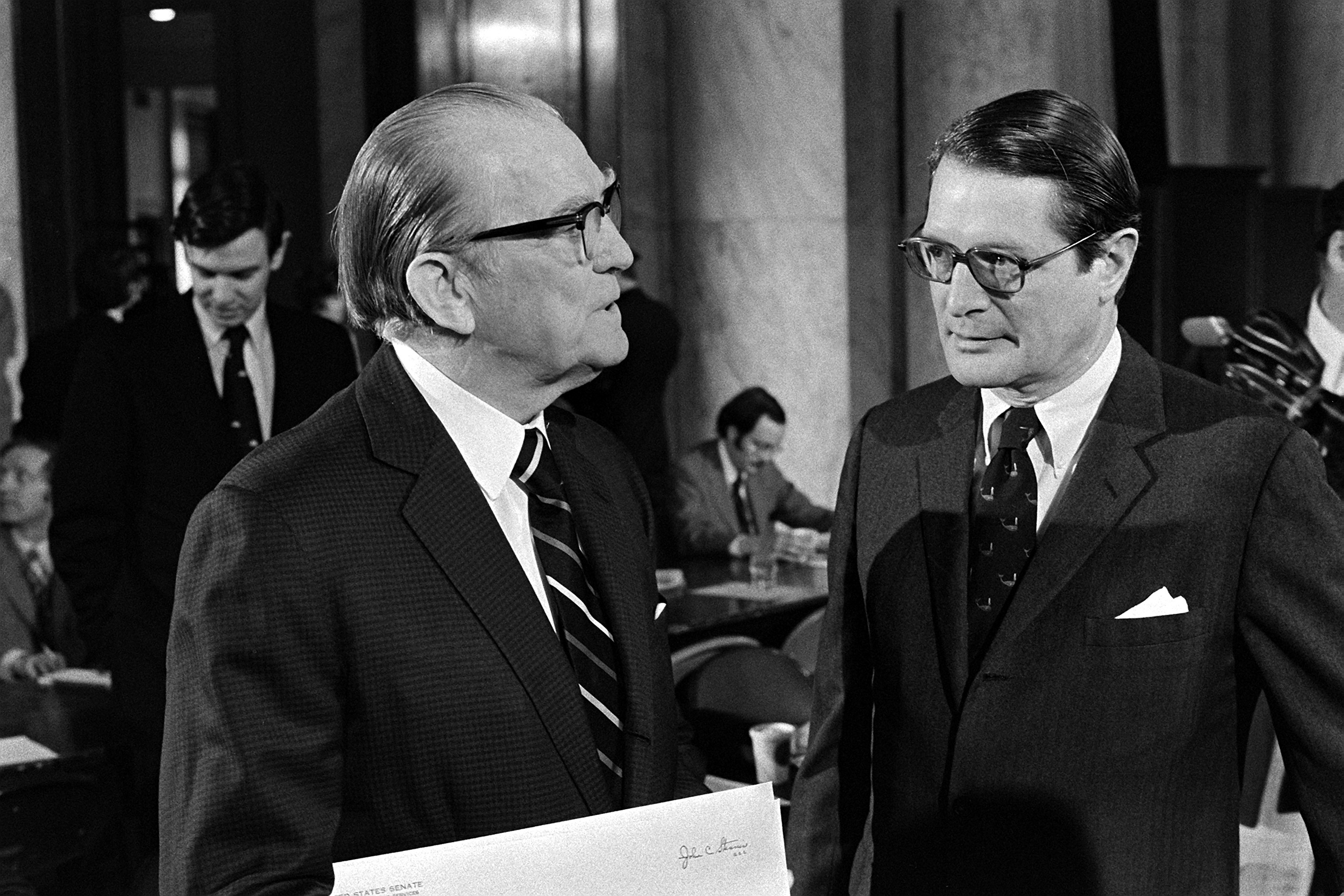
Stennis junto al Secretario de Defensa Elliot Richardson

En abril de 1970, en respuesta a la decisión de la administración Nixon de respaldar los esfuerzos de los sudvietnamitas en Camboya, los senadores tomaron medidas para poner fin a la financiación de la ayuda militar estadounidense en ese país. Stennis y el senador de Míchigan Robert P. Griffin describieron la operación como una de escala limitada y con el propósito de destruir los santuarios de los norvietnamitas y del Vietcong en Camboya, en la frontera con Vietnam del Sur. En julio, Stennis abogó por que Estados Unidos adoptara un sistema de misiles antibalísticos (ABM) para protegerse de los misiles balísticos intercontinentales SS-9 soviéticos y pidió a sus colegas senadores que recordaran "el sombrío hecho del rápido aumento de las fuerzas estratégicas rusas, que podría poner a este país en peligro en los próximos años". En agosto, cuando el Senado votó para prohibir que Estados Unidos pagara a las tropas aliadas en Vietnam dietas mayores que las que paga a los soldados estadounidenses, Stennis dijo que estaba impresionado por la legislación y que estaría a favor si "se puede hacer algún ajuste coherente con nuestro honor". Stennis también se comprometió a intentar llegar a un acuerdo entre las dos cámaras sobre el proyecto de ley final de adquisiciones militares. Stennis añadió que Estados Unidos "tendría que respetar los compromisos que ya hubiera contraído, y que podría ser necesaria cierta delicadeza, ya que las fuerzas estadounidenses están abandonando Vietnam". En septiembre, el Senado votó la Enmienda McGovern-Hatfield, una propuesta que habría exigido el fin de las operaciones militares en Vietnam para el 31 de diciembre de 1970 y la retirada completa de las fuerzas estadounidenses a mediados del año siguiente. Stennis argumentó que la enmienda era constitucional y que el Congreso tenía "el único poder de apropiar dinero", pero se opuso a ella por considerar que perjudicaría la posición negociadora estadounidense. La enmienda fue rechazada en una votación de 55 a 39.
En mayo de 1971, el Senado rechazó la legislación destinada a prohibir la asignación de reclutas para combatir en Vietnam después de finalizado el año sin el consentimiento de los reclutas. Stennis dijo que la legislación habría provocado la creación de dos clases de soldados en las que un grupo podría luchar y el otro no, al tiempo que argumentó que cualquier unidad del ejército "quedaría inoperativa si el historial de cada hombre tuviera que ser revisado por los mandos antes de actuar en una emergencia".
En marzo de 1972, John D. Lavelle fue relevado del cargo de comandante de la Séptima Fuerza Aérea en el Sudeste Asiático debido a una supuesta mala conducta en las misiones de bombardeo en Vietnam, el presidente Nixon anunció el nombramiento de Creighton W. Abrams como Jefe de Estado Mayor del Ejército de los Estados Unidos en junio. Una semana más tarde, durante un discurso en el Senado, Stennis anunció que se celebraría una audiencia completa en torno a la jubilación pendiente de Lavelle, su anuncio se produjo a la luz de nuevos testimonios que vinculaban a Creighton W. Abrams con un bombardeo no autorizado en Vietnam del Norte. La medida de Stennis se consideró que servía para "complicar aún más una serie de cambios ya intrincados en la cima de la estructura de mando del Ejército". El 13 de septiembre, Stennis dijo que había un conflicto en el testimonio de Abrams y Lavelle respecto a los entresijos de los ataques, especificando la diferencia en quién estaba detrás de ellos y su planificación. Esta diferencia, declaró, necesitaría una inspección más profunda por parte de la comisión, declinando especificar el conflicto concreto en su relato mientras hablaba con los periodistas. A finales de ese mes, Lavelle envió a Stennis una carta en la que detallaba sus actividades y otras informaciones relativas al caso.
En abril de 1973, Stennis, en una declaración redactada en el Hospital del Ejército Walter Reed mientras aún se recuperaba de las heridas de bala, pidió una legislación que impidiera al Presidente restablecer las tropas estadounidenses en Vietnam sin el respaldo del Congreso. El Senado, en una votación de 71 a 18, aprobó una medida similar en julio, que prohibía al presidente poder comprometer a las fuerzas armadas estadounidenses en futuras hostilidades extranjeras sin el consentimiento del Congreso. Stennis envió una carta a Edmund Muskie en la que le advertía de que el "proyecto de ley de poderes de guerra con otros asuntos" daría a la medida la posibilidad de anular un veto.
En mayo de 1974, Stennis anunció que el Comité de Servicios Armados del Senado había aprobado 21.800 millones de dólares para la producción e investigación de armamento para el próximo año fiscal, una disminución del 5,6 por ciento de la financiación solicitada por la administración Nixon.
Otras cuestiones de política exterior
En mayo de 1970, Stennis argumentó en contra de una enmienda presentada por Frank Church y John Sherman Cooper que, de ser aprobada, prohibiría los fondos para retener a las tropas estadounidenses en Camboya, y le dijo al presidente del Comité de Relaciones Exteriores del Senado, J. William Fulbright, que no entendía cómo un presidente podía elegir una fecha sin tener la seguridad de que no habría retrocesos en la batalla. Después de que Stennis recordara que el presidente Nixon había hecho una estimación sobre cuándo saldría Estados Unidos del conflicto, Fulbright dijo que Stennis había confirmado su creencia de que Nixon no hablaba en serio cuando dijo que la participación estadounidense en Camboya terminaría el 1 de julio. Stennis entonces acusó a Fulbright de poner palabras en su boca.
El 12 de mayo de 1971, Stennis presentó una ley que limitaba la capacidad del presidente para iniciar una guerra sin el consentimiento del Congreso. Stennis calificó la opción de declarar la guerra como "una decisión demasiado grande para que la tome una sola mente y una responsabilidad demasiado impresionante para que la asuma un solo hombre" y que pretendía que el Congreso considerara la idea planteada en su medida durante aproximadamente un año antes de redactar cualquier legislación. La presentación de la medida se consideró "uno de esos momentos potencialmente históricos en los que la acción de un solo hombre puede cambiar el rumbo de la política". En junio, el Senado rechazó una enmienda del senador de Massachusetts Ted Kennedy que habría permitido que los jóvenes que se inscribieran en el servicio militar obligatorio tuvieran derecho a un abogado y a audiencias al estilo de una sala de justicia ante sus juntas locales de reclutamiento. Con múltiples enmiendas que aún debían ser votadas por la cámara, el líder de la mayoría del Senado, Mike Mansfield, anunció después que Stennis, Hugh Scott y él mismo presentarían una petición para poner fin al debate.
El 31 de julio de 1972, Stennis anunció su apoyo al Tratado de Limitación de Armas Estratégicas.
En septiembre de 1973, la Casa Blanca reveló que el presidente Nixon había escrito a Stennis, al líder de la mayoría del Senado, Mike Mansfield, y al líder de la minoría del Senado, Hugh Scott, para instar a la aprobación por parte del Senado del presupuesto completo para armamento solicitado por su administración. Días más tarde, el Senado rechazó una enmienda de Mansfield que exigía una reducción de las tropas estadounidenses en el extranjero en una votación de 51 a 44 después de haber votado inicialmente a favor. Junto con el tejano Lloyd Bentsen, Stennis fue uno de los dos senadores demócratas que apoyaron a la administración Nixon y que estuvieron ausentes durante la primera votación.
En septiembre de 1974, Stennis argumentó a favor del proyecto de ley de asignaciones de defensa por valor de 82.500 millones de dólares que el Senado envió a la Casa Blanca, una medida que destacaba por tener una disminución de 4.400 millones de dólares respecto a la cantidad solicitada por la administración Ford para el año fiscal 1975, afirmando que no reducía "el músculo del ejército de Estados Unidos".

Reunión de Stennis junto al presidente Jimmy Carter y los senadores Sam Bunn, Thomas Mclntyre y Henry M. Jackson

En mayo de 1977, el senador de Washington Henry M. Jackson nombró a Stennis como uno de los senadores que formaban parte de un intento bipartidista de desarrollar, en referencia al tratado SALT II, "el tipo de acuerdo que ... estabilizará la situación en el mundo". En mayo de 1979, The New York Times escribió que Stennis era uno de los senadores moderados que harían oscilar el voto sobre el tratado SALT II y que, junto con el senador de Virginia Occidental Robert Byrd, era visto como "posiblemente programando sus decisiones para influir en otros indecisos". El 19 de junio, Stennis, Robert Byrd y Frank Church consintieron que el Comité de Servicios Armados del Senado celebrara audiencias separadas sobre el SALT II el 23 de julio, lo que permitió que el Comité de Relaciones Exteriores del Senado tuviera dos semanas como único comité para revisar el tratado.
A finales de enero de 1978, Stennis anunció su oposición a los tratados del Canal de Panamá, alegando que harían que Estados Unidos se retirara de la zona del Canal con demasiada rapidez, una medida que, según él, dejaría a Estados Unidos "muy inseguro de lo que va a pasar allí".
En julio de 1978, el Senado votó para aprobar la construcción de un portaaviones de propulsión nuclear y el proyecto de ley de gastos militares que autorizaba al Pentágono a gastar 36.000 millones de dólares en armamento. Stennis declaró su esperanza y predicción de que "este será el último proyecto de ley que tendrá un portaaviones de este tipo".
En septiembre de 1979, Stennis mantuvo una reunión privada con el Secretario de Estado estadounidense Cyrus Vance sobre la brigada soviética en Cuba. Stennis también se reunió con el presidente Carter para debatir sobre el futuro gasto en armamento, lo que no permitió resolver un desacuerdo sobre el aumento del presupuesto que podría determinar el destino del tratado propuesto para limitar las armas estratégicas. Stennis dijo después de la reunión que creía que los senadores habían hecho algunos progresos con Carter. A finales de ese mes, el 27 de septiembre, el presidente Carter firmó la Ley del Canal de Panamá de 1979, diciendo en parte: "Quiero agradecer especialmente a los senadores Stennis y Levin y a los congresistas Murphy, Bowen y Derwinski por su destacado liderazgo en la resolución de las numerosas y difíciles cuestiones plasmadas en esta ley." En octubre, durante una audiencia del comité, Stennis manifestó su oposición a las sugerencias que recomendaban que el Senado pospusiera la acción sobre el tratado de armas estratégicas con la Unión Soviética hasta el año siguiente, y que creía que el debate sobre el tratado en el Senado debía continuar por considerar que la cuestión probablemente estaría más clara en el momento actual que meses después. Stennis, considerado por entonces un miembro influyente del Senado para los nuevos miembros de ambos partidos, fue considerado "útil para el presidente Carter en su intento de evitar los intentos de retrasar o anular el pacto". En diciembre, el Comité de Servicios Armados del Senado acordó una fórmula para hacer público un informe en el que se condenaba el tratado de armas nucleares pendiente con la Unión Soviética, con la condición de que el informe no hiciera ninguna recomendación específica al Senado, aunque concluyera que el tratado no era de "interés para la seguridad nacional" de Estados Unidos si no se sometía a cambios importantes. La publicación del informe fue considerada como una victoria para los opositores al tratado, pero también por los asesores del Senado como un impacto mayor en la autoridad de Stennis, citando los asesores que Stennis finalmente había cedido a la presión de los senadores opuestos al tratado sobre la emisión del informe y posiblemente debilitando su control sobre el comité.
Watergate
En octubre de 1973, durante el escándalo del Watergate, el gobierno de Nixon propuso el Compromiso Stennis, por el que el duro de pelar Stennis escucharía las cintas del Despacho Oval impugnadas e informaría sobre su contenido, pero este plan no llegó a ninguna parte. La revista Time publicó una foto de John Stennis que decía: "Se necesita asistencia técnica". En la imagen aparecía su mano alrededor de la oreja.
En enero de 1974, durante una entrevista telefónica, Stennis indicó su intención de investigar sobre las acusaciones de espionaje militar en la Casa Blanca, diciendo que no esperaba que la Casa Blanca interviniera en la investigación y confirmó que no estaba familiarizado con el espionaje hasta las noticias. Tras la dimisión de Nixon, Stennis se opuso a que se presentaran cargos penales, argumentando que su abandono del cargo era suficiente castigo. La dimisión fue seguida un mes más tarde por el indulto del presidente Ford a Nixon, una medida que Stennis y otros demócratas conservadores favorecieron.
Campaña de reelección de 1976
En enero de 1974, Stennis dijo que su salud no presentaba complicaciones (desde el tiroteo de 1973) y que se presentaría a otro mandato en 1976. Stennis fue reelegido sin oposición.

### Años 1980

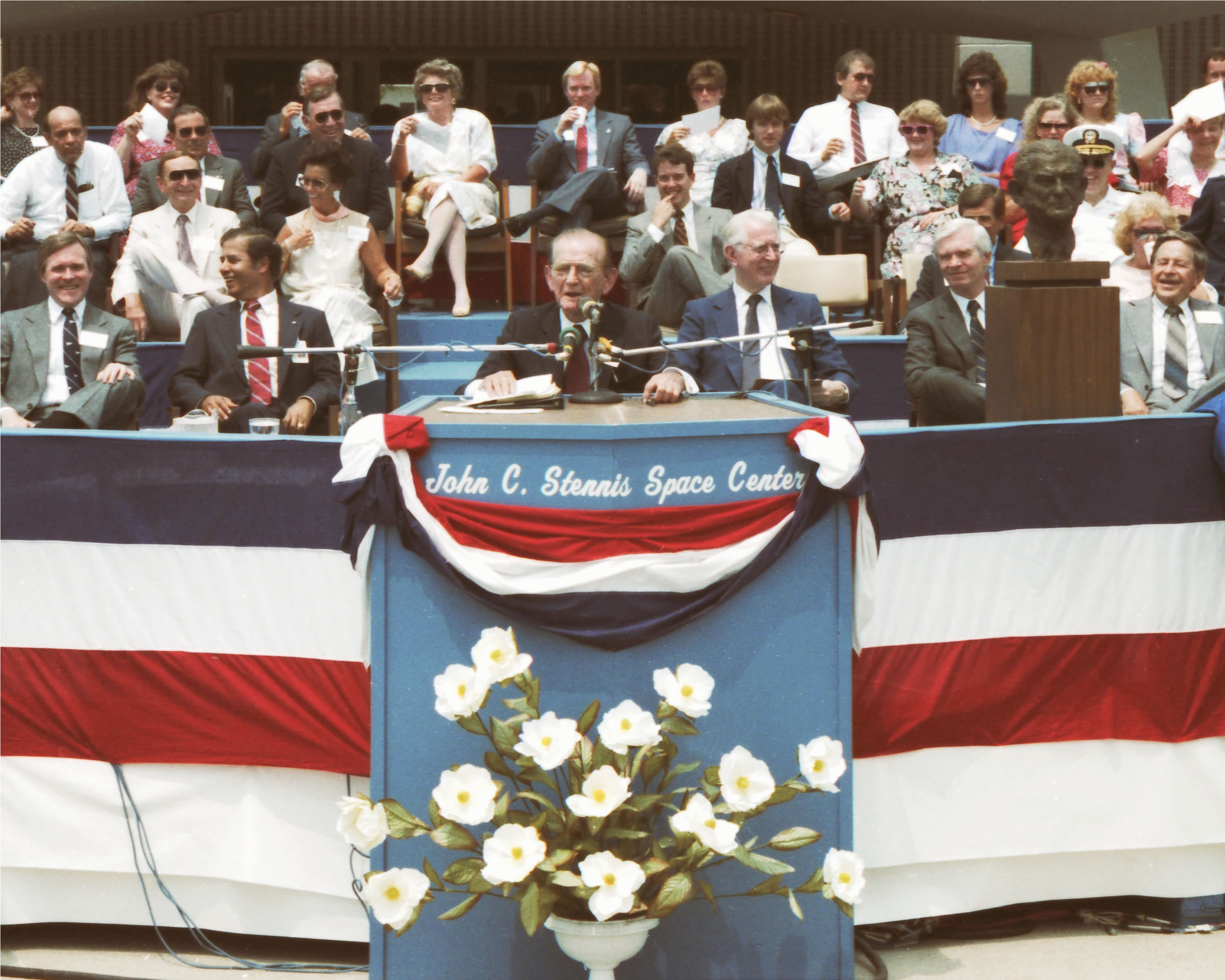
El senador estadounidense John C. Stennis habla durante la ceremonia de 1988 en la que se nombró en su honor la instalación de pruebas de motores de cohetes de la NASA en el sur de Misisipi

En noviembre de 1980, el Secretario de Defensa Harold Brown envió dos cartas a Stennis quejándose de que la Cámara de Representantes había añadido 7.500 millones de dólares en nuevos programas y eliminado 5.000 millones de dólares en programas de la administración, lo que suponía un aumento neto de 2.500 millones de dólares, e instando al Subcomité de Asignaciones de Defensa del Senado a que aprobara el presupuesto de la administración. El Senado, en cambio, aprobó 161.000 millones de dólares, 6.000 millones más que lo propuesto por la administración y 3,5 millones más que lo aprobado en la Cámara.
A principios de 1981, Stennis fue sustituido por John Tower como presidente del Comité de Servicios Armados del Senado. El senador de Virginia John Warner dijo: "Sin faltar al respeto al senador John Stennis, nuestro anterior presidente, John Tower dará un impulso más vigoroso al comité".
En la primavera de 1981, Stennis predijo que habría una mayor oposición al gasto militar en caso de que se presentaran nuevas propuestas a favor de la asignación de más fondos. El New York Times volvió a referirse a Stennis en julio, cuando el senador Mark Hatfield realizó su primera incursión detallada en el gasto militar como presidente del Comité de Asignaciones del Senado. En un discurso en el hemiciclo del Senado, Stennis advirtió que la "gran presión" para un aumento persistiría si se seguía mostrando un déficit en el presupuesto federal y que los estadounidenses dejarían de apoyar al ejército y su presupuesto "si nuestras fuerzas militares no muestran una mejora real sin dañar la salud de nuestra economía".
En junio de 1982, Stennis fue reelegido para un séptimo mandato, derrotando a Charles Pittman y al propietario de una emisora de radio, Colon Johnston, por un amplio margen. Stennis se enfrentó al político Haley Barbour en las elecciones generales. Los partidarios de Barbour se burlaron de la edad de Stennis, una cuestión sobre la que el senador hizo comentarios autodespectivos. El presidente Ronald Reagan se reunió con Stennis durante las elecciones generales y prometió que no haría campaña por Barbour, a pesar de que Reagan grabó un anuncio para Barbour en el que atacaba a Stennis por su edad.
Stennis perdió su pierna izquierda por un cáncer en 1984 y posteriormente utilizó una silla de ruedas.
Stennis fue nombrado Presidente pro tempore del Senado de los Estados Unidos durante el 100.º Congreso (1987-1989). Durante su carrera en el Senado presidió, en diferentes momentos, el Comité Selecto de Normas y Conducta, y los Comités de Servicios Armados y de Asignaciones.
En febrero de 1988, junto con Robert Byrd y John Melcher, Stennis fue uno de los tres senadores que asistieron a la tradicional lectura del discurso de despedida del presidente George Washington por parte del senador de Carolina del Norte Terry Sanford.
En febrero de 1988, Stennis fue uno de los doce demócratas que apoyaron la ayuda de 43 millones de dólares a los rebeldes nicaragüenses respaldada por la administración Reagan.
En junio de 1988, Stennis votó en contra de un proyecto de ley que autorizaba el uso de la pena de muerte para los traficantes de drogas condenados por asesinato.
El 23 de junio de 1988 se celebró una cena en honor de Stennis en el Salón Sheraton del Hotel Sheraton Washington. El presidente Reagan pronunció un discurso en el que elogió a Stennis por su servicio en el Senado y anunció que "como expresión de la gratitud de la nación por el servicio público del hombre al que honramos esta noche, el próximo portaaviones de propulsión nuclear de la Armada, el CVN-74, será bautizado como U.S.S. John C. Stennis".

### Historial de derechos civiles
Según su historial de votos, Stennis era un ardiente partidario de la segregación racial. En las décadas de 1950 y 1960, se opuso enérgicamente a la Ley de Derecho al Voto, a la Ley de Derechos Civiles de 1964 y a la Ley de Derechos Civiles de 1968; firmó el Manifiesto del Sur de 1956, apoyando las tácticas filibusteras para bloquear o retrasar la aprobación en todos los casos.
Anteriormente, como fiscal, intentó que se condenara y ejecutara a tres aparceros cuyas confesiones de asesinato habían sido extraídas mediante tortura, incluida la flagelación. Las condenas fueron anuladas por el Tribunal Supremo de EE. UU. en el histórico caso de Brown contra Misisipi (1936), que prohibió el uso de pruebas obtenidas mediante tortura. La transcripción del juicio indica que Stennis era plenamente consciente de que los sospechosos habían sido torturados.
Más adelante en su carrera política, Stennis apoyó una ley de derechos civiles, la ampliación de la Ley de Derecho al Voto de 1982, que fue aprobada en el Senado por 85 votos a favor y 8 en contra. Un año más tarde, votó en contra de la instauración del Día de Martin Luther King Jr.. como día festivo federal. Stennis hizo campaña por Mike Espy en 1986, durante la exitosa candidatura de Espy para convertirse en el primer congresista negro del estado desde el final de la Reconstrucción.

### Oposición a Bork
Stennis se opuso a la nominación de Robert Bork por parte del presidente Ronald Reagan para el Tribunal Supremo de Estados Unidos. El 23 de octubre de 1987, Stennis votó con todos los demócratas menos dos y seis republicanos para rechazar la nominación de Bork.

## Retiramiento y fallecimiento
En 1982, su última elección, Stennis derrotó fácilmente al republicano Haley Barbour. Al no presentarse a la reelección en 1988, Stennis se retiró en 1989, sin haber perdido nunca unas elecciones. Tomó un puesto de profesor en su alma mater, la Universidad Estatal de Misisipi, donde trabajó hasta su muerte en Jackson, Misisipi, a la edad de 93 años. Uno de sus ayudantes en la Universidad del Estado de Misisipi, David Dallas, escribió y representó una obra de teatro sobre su tiempo con el senador.
En el momento de la jubilación de Stennis, su mandato continuo de 41 años y 2 meses en el Senado era el segundo después del de Carl Hayden. (Desde entonces ha sido superado por Robert Byrd, Strom Thurmond, Ted Kennedy, Daniel Inouye, Patrick Leahy, Orrin Hatch y Chuck Grassley, dejando a Stennis en noveno lugar).
Stennis murió el 23 de abril de 1995 en el St. Dominic-Jackson Memorial Hospital de Jackson, Mississippi, a la edad de 93 años. Está enterrado en el cementerio de Pinecrest, en el condado de Kemper.

## Nombrado en su honor
- Centro espacial John C. Stennis.[154]

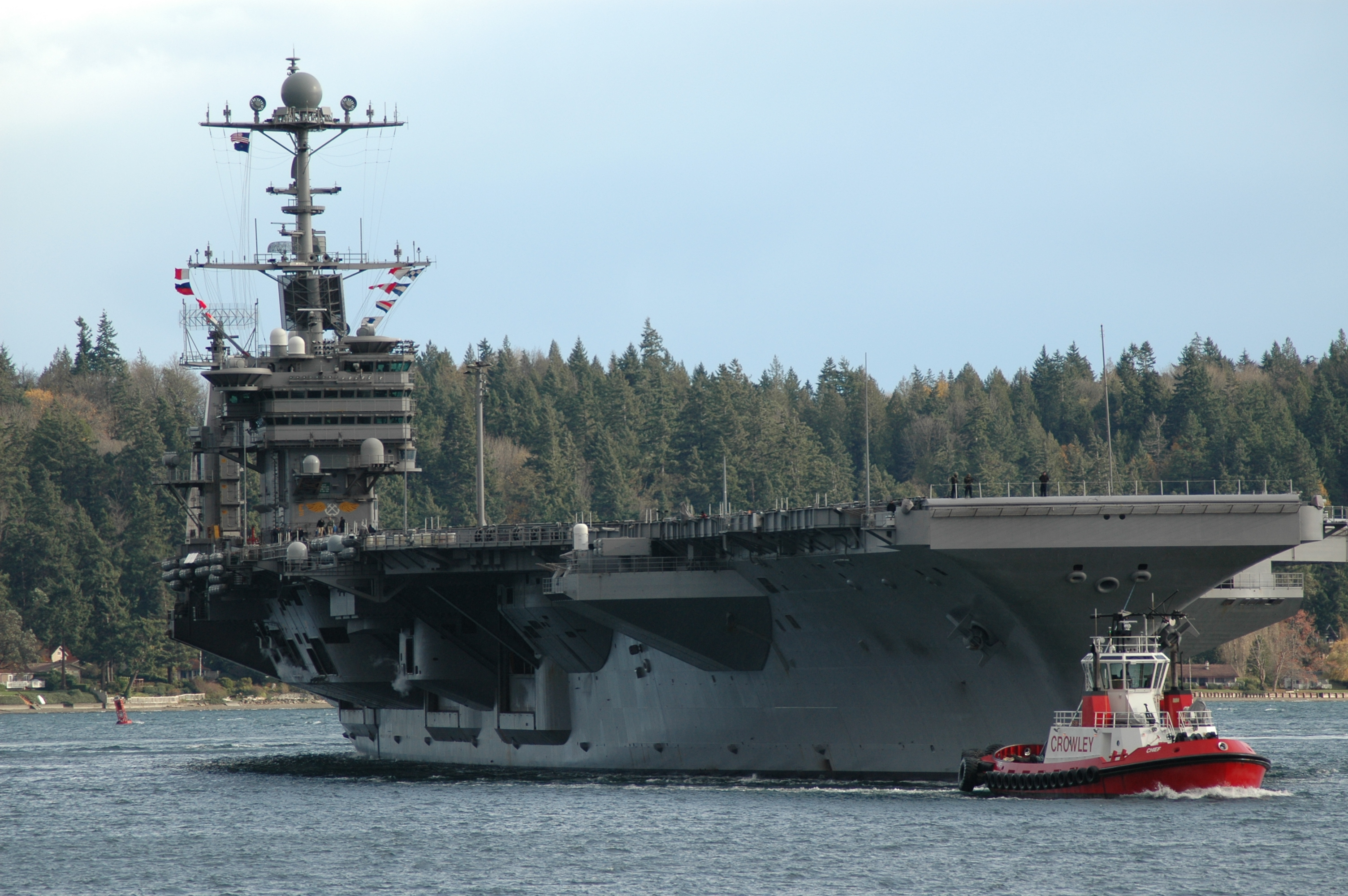
El USS John C. Stennis

- Centro John C. Stennis para la Formación y el Desarrollo del Servicio Público.[155]
- Congreso Nacional de Estudiantes John C. Stennis de la Liga Forense Nacional.[156]
- Esclusa y presa John C. Stennis.[157]
- Instituto de Gobierno John C. Stennis.[158]
- Beca John C. Stennis en Ciencias Políticas.[159]
- Complejo profesional John C. Stennis.[160]
- Portaviones y grupos de ataque de portaaviones USS John C. Stennis.
- Colección de Historia Oral de John C. Stennis en la Universidad Estatal de Misisipi en Starkville.[161]
- Hospital John C. Stennis Memorial en Dekalb, Misisipi.[162]
- Aeropuerto Internacional de Stennis.[163]